# Miecze Valdgira II
Miecze Valdgira II: Władca Gór – komputerowa gra platformowa z elementami gry przygodowej, wydana w 1993 roku przez polską firmę ASF s.c. na 8-bitowe komputery Atari. Jest to kontynuacja gry Miecze Valdgira.
Istnieje również wersja na komputery Commodore 64/Commodore 128 (przerobiona grafika i muzyka oraz małe modyfikacje w przebiegu gry), wydana w 1995 roku przez firmę TimSoft oraz wersja (także zmodyfikowana) na Amigę.
Twórcy gry na Atari to Henryk Cygert (programista), Aleksander Ast (grafika), Grzegorz Chłodziński (muzyka), Bartłomiej Trokowicz (scenariusz). Wersję na C64/C128 opracował zespół Inflexion Development w składzie: Krzysztof Augustyn (programista), Tomasz Mielnik, Tomasz Kostrzewski (grafika), Wojciech Radziejewski (muzyka). Co ciekawe, twórcy wersji gry dla Commodore nie widzieli oryginału – grę przygotowali na podstawie mapy, słownego opisu i wytycznych wydawcy co do układu poziomów, więc z oryginałem łączą ją jedynie nazwa, fabuła, główny bohater i część zagadek. Konwersję dla Amigi przygotował Dariusz Bartoszewski. Produkcja została wydana w bogatej, jak na ówczesne czasy, oprawie – w tekturowym pudełku, z dołączoną instrukcją i komiksem. Dopracowanie gry zyskało uznanie – przywoływana jest jako szczytowe osiągnięcie gatunku gier labiryntowych na ośmiobitowe komputery.

## Fabuła
Gracz wciela się w rolę Aldira, znanego z części pierwszej karła-magika. Po zebraniu mieczy i zdjęciu klątwy z zamku Heldgor stał się królem fortu i pobliskich krain, W krainie Dale, jego rodzinnych stronach, zapanował opryszek Krwawy Zenon, który zdobył potężny artefakt: Oko Cyklopa. Główny bohater postanowił wyruszyć do Dale i oswobodzić ją z panowania tyrana. Został jednak schwytany przez Krwawego Zenona, pozbawiony mieczów Valdgira i wrzucony do lochu, z którego należy go oswobodzić.